# I liga urugwajska w piłce nożnej (1923)
W roku 1923 Urugwaj miał dwóch mistrzów w rozgrywkach organizowanych przez dwie konkurencyjne federacje piłkarskie. Do podziału w futbolu urugwajskim doszło z powodu wykluczenia przez federację Asociación Uruguaya de Fútbol klubów CA Peñarol i Central Montevideo. Z inicjatywy wykluczonych klubów powstała konkurencyjna federacja piłkarska Federación Uruguaya de Football, która zorganizowała własne mistrzostwa.
Mistrzem Urugwaju w ramach rozgrywek organizowanych przez federację piłkarską Asociación Uruguaya de Fútbol został klub Club Nacional de Football, natomiast tytuł wicemistrza Urugwaju zdobył klub Rampla Juniors.
Mistrzem Urugwaju w ramach rozgrywek organizowanych przez federację piłkarską Federación Uruguaya de Football został klub Atlético Wanderers, natomiast tytuł wicemistrza Urugwaju zdobył klub CA Peñarol.

## Primera División – Asociación Uruguaya de Fútbol
- Mistrz Urugwaju federacji AUF 1923: Club Nacional de Football
- Wicemistrz Urugwaju federacji AUF 1923: Rampla Juniors
- Spadek do drugiej ligi: Dublín Montevideo
- Awans z drugiej ligi: Racing Montevideo

Mistrzostwa Urugwaju federacji Asociación Uruguaya de Fútbol w roku 1923 były mistrzostwami rozgrywanymi według systemu, w którym wszystkie kluby rozgrywały ze sobą mecze każdy z każdym u siebie i na wyjeździe, a o tytule mistrza i dalszej kolejności decydowała końcowa tabela.

### Końcowa tabela sezonu 1923 ligi Asociación Uruguaya de Fútbol
| Poz | Klub                      | Mecze | Zw | Rem | Por | Pkt | BrZd | BrStr |
| --- | ------------------------- | ----- | -- | --- | --- | --- | ---- | ----- |
| 1   | Club Nacional de Football | 22    | 18 | 2   | 2   | 38  | 58   | 12    |
| 2   | Rampla Juniors            | 22    | 14 | 6   | 2   | 34  | 30   | 12    |
| 3   | CA Bella Vista            | 22    | 13 | 4   | 5   | 30  | 35   | 16    |
| 4   | Belgrano Montevideo       | 22    | 10 | 5   | 7   | 25  | 20   | 20    |
| 5   | Lito Montevideo           | 22    | 8  | 8   | 6   | 24  | 23   | 21    |
| 6   | Universal Montevideo      | 22    | 9  | 4   | 9   | 22  | 19   | 24    |
| 7   | Liverpool Montevideo      | 22    | 6  | 8   | 8   | 20  | 17   | 22    |
| 8   | Fénix Montevideo          | 22    | 5  | 8   | 9   | 18  | 13   | 20    |
| 9   | Montevideo Wanderers      | 22    | 5  | 6   | 11  | 16  | 16   | 24    |
| 10  | Uruguay Onward Montevideo | 22    | 3  | 9   | 10  | 15  | 16   | 27    |
| 11  | Charley Montevideo        | 22    | 4  | 5   | 13  | 13  | 16   | 38    |
| 12  | Dublín Montevideo         | 22    | 3  | 3   | 16  | 9   | 6    | 33    |

## Primera División – Federación Uruguaya de Football
- Mistrz Urugwaju federacji FUF 1923: Atlético Wanderers
- Wicemistrz Urugwaju federacji FUF 1923: CA Peñarol
- Spadek do drugiej ligi: Oriental Pocitos Montevideo, Bequelo Montevideo, Miramar Montevideo, Sayago Montevideo, Reformers Montevideo, San Carlos Taurino Montevideo, Triumph Juniors Montevideo, Treinta y Tres Montevideo, River Plate FC Montevideo, Miguelete Montevideo, Belvedere Montevideo, Firestone Montevideo, Livingstone Montevideo, Sportivo Aguada Montevideo i Uruguay Forever Montevideo.
- Awans z drugiej ligi: nikt nie awansował

Mistrzostwa Urugwaju federacji Federación Uruguaya de Football w roku 1923 były mistrzostwami rozgrywanymi według systemu, w którym wszystkie kluby rozgrywały ze sobą mecze każdy z każdym po jednym meczu, a o tytule mistrza i dalszej kolejności decydowała końcowa tabela. Ponieważ spadło 15 klubów i nikt nie awansował, liga zmniejszona została z 32 do 17 klubów.

### Końcowa tabela sezonu 1923 ligi Federación Uruguaya de Football
| Poz | Klub                          | Mecze | Zw | Rem | Por | Pkt | BrZd | BrStr |
| --- | ----------------------------- | ----- | -- | --- | --- | --- | ---- | ----- |
| 1   | Atlético Wanderers            | 31    | 29 | 1   | 1   | 59  | 75   | 8     |
| 2   | CA Peñarol                    | 31    | 28 | 1   | 2   | 57  | 100  | 10    |
| 3   | Lito Montevideo               | 31    | 23 | 4   | 4   | 50  | 76   | 17    |
| 4   | Central Montevideo            | 31    | 22 | 3   | 6   | 47  | 68   | 22    |
| 5   | Peñarol del Plata Montevideo  | 31    | 18 | 8   | 5   | 44  | 54   | 21    |
| 6   | Colón Fútbol Club             | 31    | 19 | 5   | 7   | 43  | 58   | 26    |
| 7   | Rosarino Central Montevideo   | 31    | 17 | 9   | 5   | 43  | 47   | 27    |
| 8   | Olimpia Montevideo            | 31    | 17 | 8   | 6   | 42  | 52   | 28    |
| 9   | Miramar Misiones              | 31    | 16 | 9   | 6   | 41  | 38   | 25    |
| 10  | Sud América Montevideo        | 31    | 18 | 5   | 8   | 41  | 40   | 34    |
| 11  | Defensor Sporting             | 31    | 16 | 6   | 9   | 38  | 45   | 24    |
| 12  | Roberto Chery Montevideo      | 31    | 16 | 6   | 9   | 38  | 46   | 38    |
| 13  | Roland Moor Montevideo        | 31    | 15 | 7   | 9   | 37  | 42   | 39    |
| 14  | Las Piedras Montevideo        | 31    | 16 | 4   | 11  | 36  | 40   | 35    |
| 15  | Uruguayo Montevideo           | 31    | 13 | 9   | 9   | 35  | 31   | 26    |
| 16  | Oriental Pocitos Montevideo   | 31    | 14 | 3   | 14  | 31  | 47   | 36    |
| 17  | Solferino Montevideo          | 31    | 12 | 6   | 13  | 30  | 35   | 28    |
| 18  | Charley Montevideo            | 31    | 10 | 10  | 11  | 30  | 38   | 33    |
| 19  | Bequelo Montevideo            | 31    | 12 | 5   | 14  | 29  | 31   | 39    |
| 20  | Miramar Montevideo            | 31    | 10 | 6   | 15  | 26  | 30   | 41    |
| 21  | Sayago Montevideo             | 31    | 8  | 9   | 14  | 25  | 26   | 37    |
| 22  | Reformers Montevideo          | 31    | 7  | 6   | 18  | 20  | 19   | 41    |
| 23  | San Carlos Taurino Montevideo | 31    | 5  | 10  | 16  | 20  | 28   | 51    |
| 24  | Triumph Juniors Montevideo    | 31    | 5  | 9   | 17  | 19  | 17   | 59    |
| 25  | Treinta y Tres Montevideo     | 31    | 6  | 6   | 19  | 18  | 21   | 60    |
| 26  | River Plate FC Montevideo     | 31    | 5  | 8   | 18  | 18  | 14   | 56    |
| 27  | Miguelete Montevideo          | 31    | 5  | 7   | 19  | 17  | 17   | 47    |
| 28  | Belvedere Montevideo          | 31    | 6  | 5   | 20  | 17  | 20   | 53    |
| 29  | Firestone Montevideo          | 31    | 5  | 6   | 20  | 16  | 17   | 64    |
| 30  | Livingstone Montevideo        | 31    | 3  | 9   | 19  | 15  | 14   | 68    |
| 31  | Sportivo Aguada Montevideo    | 31    | 1  | 7   | 23  | 9   | 10   | 78    |
| 32  | Uruguay Forever Montevideo    | 31    | 0  | 1   | 30  | 1   | 4    | 29    |